# Rodoanel Mário Covas
El Rodoanel Mário Covas (SP-21), también conocido como Anillo Metropolitano de São Paulo o simplemente Rodoanel, es una autopista de 177 kilómetros, dos pistas con tres carriles de rodaje cada una, que está siendo construida en torno del centro de la Región Metropolitana de São Paulo, con el objetivo de agilizar el intenso tráfico de camiones oriundos del norte y sur de Brasil que hoy cruzan la ciudad por las dos autopistas urbanas marginales de la misma, la (Pinheiros y Tietê), cuyo reflejo en el tránsito urbano viene ocasionando una situación de grandes congestionamientos, siendo uno de los problemas más graves e importantes de dicha región.
Está planificada como una autopista de acceso restringido, con varias parcelas vacías o por cubrir con arboledas en las cercanías de áreas residenciales en su entorno, para evitar la ocupación de las áreas linderas. No obstante, la simple presencia del Rodoanel provocó un intenso movimiento de Especulación inmobiliaria en esas regiones. Su ejecución fue dividida en cuatro tramos, Oeste, Sur, Este y Norte. Más de 75% del proyecto esta concluido hasta el momento, lo que corresponde a los tramos Oeste, Sur y Este. En el tramo Este las obras ya están terminadas, luego de firmado el contrato con el consorcio SPMar, del Grupo Bertim. El tramo Norte ya está en construcción y tiene previsión de ser inaugurado en 2025.
Esta autopista, es la mayor obra vial en marcha en América Latina debido a sus dimensiones, ya que cuenta con mucha infraestructura que asegura la preservación del medio ambiente. El rodoanel será completado en 2025, conectando las 10 principales autopistas que comunican el interior del Estado de São Paulo con la principal región metropolitana.

## Historia
La idea de una vía perimetral que rodeara el núcleo central de la Región Metropolitana de São Paulo fue concebida por los urbanistas y autoridades de la segunda década del siglo XX. Un primer paso para el proyecto llegó a ser dado en 1952, cuando la flota de automóviles comenzó a sufrir una fuerte expansión en las calles en todo el Gran São Paulo. El esbozo del anillo vial acabó dando origen a las marginales urbanas Tietê y Pinheiros. El plan resultó en las avenidas Jacu Pêssego y Fabio Eduardo Ramos Esquivel. En función de la discontinuidad de las obras, estas dos vías perdieron de pronto la característica de vías expresas y se convirtieron en avenidas locales. Un nuevo proyecto se hizo siete años más tarde, con el nombre de Gran Anillo Vial, pero terminó impedido por la distancia de la Capital.
En 1987, comenzó la construcción de la Vía Perimetral Metropolitana y, en 1992, fue presentado un nuevo proyecto con la ruta similar a la del Anillo Vial Mario Covas. Este mismo trazado, con la modificación del Tramo Norte, pasando por detrás de la Serra da Cantareira, salió de los papeles y se volvió obra a finales de 1998, iniciada por el gobernador Mário Covas.
El Anillo Vial Mario Covas es un proyecto cuyo objetivo principal es mejorar la calidad de vida de la Gran São Paulo. Trata de hacer el tránsito de la ciudad más rápido, eliminando el tráfico pesado de cargas que proviene y se dirige al Puerto de Santos hacia afuera de la mancha urbana. Cuando esté totalmente listo, dejará a la ciudad más libre para los transportes colectivo e individual.
Es una carretera con acceso restringido que rodea al área metropolitana en una distancia 20 a 40 km del centro del municipio. Su extensión total será de 177 km, conectando los principales corredores de acceso principal a la metrópoli: Anhanguera, Bandeirantes Castelo Branco, Raposo Tavares, Régis Bittencourt, Imigrantes, Anchieta, Ayrton Senna, Dutra y Fernão Dias. El proyecto contempla dispositivos y medidas operativas destinadas a reducir las consecuencias de los accidentes con cargas peligrosas, controlando e impidiendo la contaminación del medio ambiente. En los túneles está prevista la instalación de sistemas de ventilación y filtros, lo que facilita la disipación de los gases ya filtrados adecuadamente.
La construcción del Anillo Mario Covas está dividido en cuatro tramos: Oeste, inaugurado el 11 de octubre de 2002, Sur, inaugurado el 1 de abril de 2010, Este, inaugurado el 3 de julio de 2014 y Norte. Su trazado circunda la Región Metropolitana de São Paulo, cruzando zonas urbanas y áreas con características rurales. Estudios realizados por la DERSA antes de 1992 consideraron tres alternativas y numerosas variantes del trazado para el Rodoanel, dentro de un radio de 10 a 40 km del centro de São Paulo. Estas tres alternativas fueron evaluadas comparativamente por la Dersa y confirmaron que los volúmenes de tráfico a ser canalizados por el proyecto dependen, principalmente, de la macro localización del trazado, es decir, la distancia en relación con el centro influye directamente en el volumen de tráfico a ser atraído por el proyecto, en la longitud total del proyecto y los tipos de impactos sobre el uso y ocupación del suelo donde será implantado.

### Anillos viarios anteriores
Antes del Anillo Mario Covas, con el crecimiento de los desplazamientos de autopistas, se esbozó varios proyectos de anillos viarios que conectaban las principales vías y evitaran el desplazamiento por el centro de la ciudad. El principal fue el anillo delimitador del centro expandido de la capital. Este anillo, inaugurado a principios de 1970, está compuesto por autopistas y avenidas marginales Jacu Pêssego y Fabio Eduardo Ramos Esquivel. Conectando las 10 principales autopistas que llegan a la ciudad de São Paulo, forman una especie de circunferencia, con una distancia de 5 a 10 km del centro. El anillo sirve como delimitante de una región llamada el centro expandido, donde se aplica la restricción vehicular. Pero hoy, debido al crecimiento de la ciudad, sus avenidas pasaron a cortar regiones densamente pobladas. Además de los desplazamientos internos de vehículos, la mayoría de las vías de este sistema poseen numerosas intersecciones y semáforos, lo que muestra signos de saturación. Hasta la inauguración total del Anillo Mario Covas, es el sistema por donde circula el flujo de mercancías entre el interior del país y el Puerto de Santos, así como entre el Vale do Paraíba y Santos.
Vías que integran el sistema:
| - Marginal Tietê (acceso a autopistas Anhanguera, Bandeirantes, Dutra, F. Dias y Ayrton Senna) - Marginal Pinheiros (acceso a autopistas C. Branco, R. Tavares, R. Bittencourt) - Av. dos Bandeirantes - Av. Afonso d'Escragnolle Taunay (acceso a autopista Imigrantes) | - Complexo Viário Maria Maluf - Av. Presidente Tancredo Neves - Av. das Juntas Provisórias (acceso a autopista Anchieta) - Av. Luís Inácio de Anhaia Melo - Av. Salim Farah Maluf (acceso a Marginal Tietê y vía Dutra) |

## Trayecto
El trayecto del Rodoanel Mário Covas cruzará los siguientes municipios, todos en la Región Metropolitana de São Paulo.
| Tramo oeste (2002) | Tramo sur (2010)      | Tramo este (2015)     | Tramo norte (2025)* |
| São Paulo          | Embu das Artes        | Ferraz de Vasconcelos | Arujá               |
| Barueri            | Itapecerica da Serra  | Poá                   | Guarulhos           |
| Carapicuíba        | São Paulo             | Suzano                | São Paulo           |
| Osasco             | São Bernardo do Campo | Itaquaquecetuba       | Mairiporã           |
| Cotia              | Santo André           |                       | Caieiras            |
| Embu das Artes     | Ribeirão Pires        |                       |                     |
|                    | Mauá                  |                       |                     |

(*) En construcción.

## Autopistas conectadas
| Tramo oeste (2002) | Tramo sur (2010) | Tramo este (2015) | Tramo norte (2025)* |
| SP-332             | Imigrantes       | Ayrton Senna      | Fernão Dias         |
| Bandeirantes       | Anchieta         | Dutra             | Hélio Smidt         |
| Anhanguera         | Jacu Pêssego     | SP-66             |                     |
| Castelo Branco     |                  |                   |                     |
| Raposo Tavares     |                  |                   |                     |
| Régis Bittencourt  |                  |                   |                     |

(*) En construcción.

## Memorial descriptivo vial
- km 00 - Inicio de la autopista.
- km 00 - Inicio del tramo sobre concesión de la CCR RodoAnel
- km 00 - Acceso a  Estrada Velha de Campinas (Peaje)
- km 03 - Acceso a  Bandeirantes (Peaje)
- km 05 - Retorno
- km 06 - Acceso a  Anhanguera (Peaje)
- km 13 - Policía Militar Caminera
- km 13 - SAC - Servicio de atención al cliente
- km 14 - Acceso a  Castelo Branco (Peaje)
- km 16 - Retorno
- km 20 - Acceso a Osasco (Jardim Padroeira) y Carapicuiba (Parque Jandaia) (Peaje)
- km 24 - Acceso a  Raposo Tavares (Peaje)
- km 25 - Peaje unidireccional (pista externa)
- km 29 - Acceso a  Régis Bittencourt
- km 30,5 - Fin del tramo sobre concesión de la CCR RodoAnel
- km 30,5 - Inicio del tramo sobre administración de Dersa
- km 36 - Retorno
- km 41 - Retorno
- km 41 - SAC - Servicio de atención al cliente
- km 49 - Retorno
- km 50 - Peaje unidireccional (pista interna)
- km 58 - Retorno
- km 63 - Monumento símbolo de la autopista
- km 68 - SAC - Servicio de atención al cliente
- km 68 - Retorno
- km 68 - Policía Militar Caminera
- km 70 - Acceso a  Imigrantes (Peaje)
- km 74 - Retorno
- km 75 - Acceso a  Anchieta (Peaje)
- km 87 - Retorno
- km 86 - Acceso a Mauá (Av. Papa João XXIII), Santo André (Peaje)
- km 86 - Acceso al  Complejo Viario Jacu Pêssego para  Ayrton Senna (23 km), Cumbica (30 km) (Peaje)
- km 86 - Peaje
- km 115 - Acceso unidireccional venido de la  Rodovia Henrique Eroles
- km 123 - Acceso a  Rodovia Ayrton Senna (Peaje)
- km 130 - Acceso a  Via Dutra (Peaje)

### Tramo oeste (32 km)

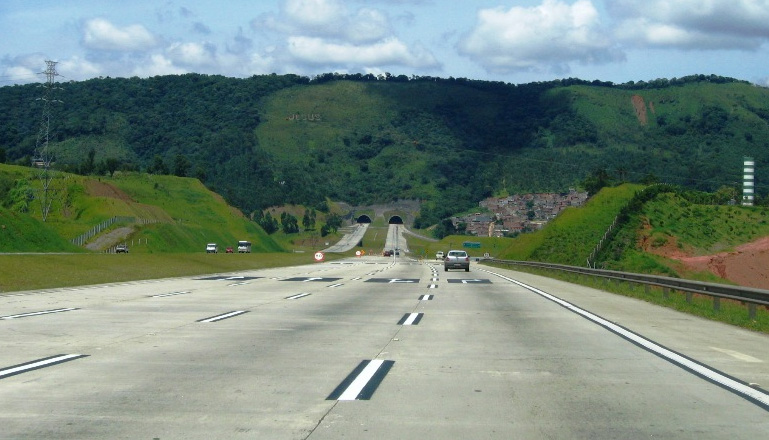
Tramo oeste del Rodoanel.

Inaugurado el 11 de octubre de 2002, este tramo es de 32 km de longitud, que va desde la Av. Raimundo P. Magalhães, en Perus en la zona norte de São Paulo hasta la Autopista Regis Bittencourt en el municipio de Embu. Corta las autopistas Bandeirantes, Anhangüera, Castelo Branco y Raposo Tavares. Entre estas dos últimas, existen dos accesos urbanos, uno en la altura de Jardim Padroeira en la Ciudad de Osasco, y el otro en el Parque Jandaia de la ciudad de Carapicuíba.
La obra tiene como objetivo evitar que los vehículos que deseen viajar entre estas autopistas pasen por el tramo final de la Marginal Tietê y Marginal Pinheiros, sin hablar de otras vías que cruzan la región oeste de la capital, tales como el Av. corifeu de Azevedo Marques y Av. Francisco Morato, entre otras.
El 11 de marzo de 2008 se realizó la subasta de la concesión de este tramo del Rodoanel, ganado por el Consorcio Integração Oeste, compuesta por Companhia de Concessões Rodoviárias (CCR) y Equipav, que presentó la tarifa más baja de peajes (R$ 1.1684, a ser reajustado por el IPCA en julio). El valor representa una prima del 61% sobre el límite máximo fijado por el gobierno de R$ 3. También participaron en la subasta:
- el consorcio formado por BRVias, Odebrecht y Cibe (propuesta de peaje de R$ 1,2600),
- el consorcio formado por Triunfo e Iberpistas (propuesta de peaje de R$ 2,1799),
- la contratista Queiroz Galvão (propuesta de peaje de R$ 2,468),
- la empresa española OHL (propuesta de peaje de R$ 2,2807).[6]

El consorcio pagará R$ 2 billones al estado por la concesión, en un plazo de dos años. El contrato prevé inversiones de R$ 804 millones a lo largo de la concesión de 30 años, y R$ 100 millones invertidos en el primer año. En la actualidad, CCR ya administra cuatro de las cinco autopistas cortadas por el tramo oeste del Rodoanel. Fue fundada la empresa CCR Rodoanel para administrar el tramo, con el inicio de la operación de las plazas de peaje el día 17 de diciembre de 2008, con un valor de $ 1.20 para los vehículos de pasajeros.

### Tramo sur (61 km)
Inaugurado el 1 de abril de 2010, el tramo sur del Rodoanel hace la conexión desde el final del tramo Oeste, en el trébol de la Autopista Régis Bittencourt, pasando por las autopistas Imigrantes y Anchieta y por los municipios de Embu, Itapecerica da Serra, São Paulo, São Bernardo do Campo, Santo André, Ribeirão Pires, hasta la intersección con la Avenida Papa João XXIII, en Mauá, garantizando acceso al Complejo Vial Jacu Pêssego que, a la misma vez, se extiende hasta la Autopista Ayrton Senna.
Las obras del tramo sur del Rodoanel estaban previstas inicialmente para comenzar en 2003, poco después de la finalización del tramo oeste, con un calendario previendo la entrega de la circunferencia completa en 2008, pero una serie de contratiempos por cuestiones ambientales en la región donde pasaría el trazado, así como cuestiones políticas que trancaron la transferencia de recursos hicieron que el contrato de licitación fuera firmado tres años más tarde de lo planteado.
Así, el 27 de abril de 2006, la Dersa firmó el contrato con los cinco consorcios que ganaron la licitación para la ejecución de las obras del tramo sur. Con una extensión de 57 km, el costo total de la obra fue estimado en dicho momento en R$ 3,46 billones. El inicio de las obras estaba programado para el 15 de septiembre de ese año, pero recién el 28 de mayo de 2007 fue colocada la piedra fundamental de la obra, con la presencia del gobernador José Serra encendiendo la primera máquina que dio inicio simbólico de las obras, en Mauá.
Luego de 3 años, el tramo sur fue oficialmente inaugurado el 30 de marzo del 2010, por el mismo gobernador José Serra.
La apertura al tráfico sucedió dos días después, a las 6:40 de la mañana del día 1 de abril del 2010.
Su construcción fue muy importante para aliviar el tráfico de camiones en un 43% en la Marginal Pinheiros y en un 37% de los vehículos para la Avenida dos Bandeirantes, saturaciones hasta entonces obligatorias por donde pasan todos los que vienen de otras partes del Estado de São Paulo, del Triângulo Mineiro y de la Región Centro-Oeste con destino a la Bajada Santista.

#### Accidentes
Durante la construcción, la noche del 13 de noviembre de 2009 un accidente de grandes proporciones causó la paralización de las obras por quince días en la finalización de los viaductos que cruzan sobre la Autopista Régis Bittencourt (BR-116). Tres vigas prefabricadas de 85 toneladas cada una cayeron desde una altura aproximada de trece metros golpeando tres vehículos e hiriendo levemente a dos conductores y gravemente a otro obrero. La Autopista Régis Bittencourt estuvo deshabilitada para el tránsito en la dirección São Paulo durante doce horas, para el trabajo de limpieza y remoción de escombros y restos. El gobernador José Serra estuvo en la escena veinte minutos después del accidente y ordenó la detención de las obras y agilizar las investigaciones de lo ocurrido tanto para la DERSA como para el IPT (Instituto de Pesquisas Tecnológicas do Estado de São Paulo)

#### Puentes
El tramo sur del Rodoanel cuenta con 10 puentes y 6 viaductos, entre ellos, los principales son:
- Puente Represa Guarapiranga
- Puente Represa Billings 1
- Puente Represa Billings 2
- Puente Represa Billings 5
- Puente Represa Billings 7

### Tramo Este (45 km)
El inicio de la construcción del tramo este del Rodoanel Mário Covas estaba previsto para febrero del 2011 y las obras terminaron en 2014. Su proyecto prevé el paso de este tramo por los municipios de Ribeirao Pires, Mauá, Suzano, Ferraz de Vasconcelos, Poá, Itaquaquecetuba y Arujá. Serviría como unión entre las autopistas que sirven a la Baixada Santista con la Autopista Ayrton Senna y la Via Dutra, aliviando el tráfico en la Av. das Juntas Provisorias, Av. Prof. Luiz Inácio de Anhaia Mello y de la Av. Salim Farah Maluf, que cortan los distritos de Ipiranga, Vila Prudente y Tatuapé en São Paulo.
El contrato de concesión fue firmado en el mes de febrero del 2011, por lo que las obras ya están en ejecución. Se estima que este tramo tendrá un alto costo, ya que pasará a través de zonas densamente pobladas, especialmente en Suzano, Ferraz de Vasconcelos, Itaquaquecetuba y Poá, donde la autopista cruzará casi las regiones centrales de estos municipios.
El único acceso al tramo este del Anillo Mario Covas (con la excepción de las uniones con otras autopistas), será entre los municipios de Suzano y Poá, donde existirá la interconexión con la SP-66 y salida para la ciudad de Suzano. Está prevista la construcción de plazas de peaje en este acceso urbano.
Como alternativa a este tramo, el Gobierno del Estado y la Dersa, en colaboración con los municipios de São Paulo, Guarulhos y Mauá, construyó el llamado Complejo Vial Jacu Pêssego, expandiendo la Av. Jacu Pêssego hacia el norte, en dirección de la Vía Dutra y al sur en dirección de la Av. Papa João XXIII, en Mauá.
Se estima que la inauguración del complejo coincidirá con la entrega del tramo sur del Rodoanel, lo que garantiza así la interconexión de las 9 autopistas, antes de la conclusión del tramo este del Rodoanel Mario Covas. Según el gobernador José Serra, el complejo servirá como un "Mini-Anillo Este" hasta que este tramo se haya completado.

### Tramo Norte (44 km)
Con previsión para el fin de la construcción en 2025, el tramo norte unirá las autopistas Vía Dutra y Fernão Dias con las autopistas Bandeirantes, Anhangüera, Castelo Branco, Raposo Tavares y Régis Bittencourt de manera más directa. Sin embargo, es el tramo que presenta el proyecto más costoso, tanto económica como ambientalmente.
Más allá de que sirva para retirar los vehículos de la Marginal Tietê que parten de Minas Gerais, del Vale do Paraíba y Río de Janeiro para el sur del país, el tramo norte presenta factores que no sugieren su construcción en el corto plazo.
El primero se refiere a la Serra da Cantareira, reserva de Mata Atlántica existe en la Zona Norte del municipio de São Paulo junto con los municipios de Guarulhos, Mairiporã, Franco da Rocha y Caieiras, que probablemente requerirá una construcción de manera diferente, con la presencia de varios kilómetros túneles. Otro factor se refiere a la Autopista Dom Pedro I, que conecta la Vía Dutra con Campinas, corriendo a menos de 50 kilómetros al norte de donde está previsto construir el tramo. Esta autopista se considera infrautilizada para la infraestructura que tiene, y ya carga con casi todo el flujo que circula de Minas, Vale do Paraíba y Río de Janeiro hacia el oeste y el norte de São Paulo. Una conexión más eficiente de aquellas regiones con la Región Sur de Brasil se puede hacer mediante la construcción de una pista en los patrones del Rodoanel entre las autopistas Dom Pedro y Bandeirantes, o, de la primera hasta el inicio del tramo oeste del Rodoanel.

## Peajes
Desde el 17 de diciembre del 2008, el Anillo Vial es una autopista con peajes. Las plazas de peaje están trabajando sólo en el tramo oeste, y el sistema de facturación se ha estructurado en las salidas de las autopistas actualmente conectadas por el Anillo y en los accesos urbanos. El valor que se cobra desde el 1 de julio de 2010 para los vehículos de pasajeros es de R$ 1.35. En el tramo sur, las plazas de peaje no están aún en funcionamiento, a la espera del proceso de concesión del tramo. El valor límite máximo del peaje para este tramo es de R$ 6.00, pero se espera un importante descuento.
La CCR RodoAnel posee 13 plazas de peaje instaladas por la extensión del tramo oeste del anillo viario Mário Covas y cuyo cobro de la tarifa se realiza apenas una vez cada viaje, en las salidas de la autopista. Los valores se ajustan anualmente en julio con base en la variación del Índice Nacional de Precios al Consumidor Amplio - IPCA, según lo establecido en contrato con el Gobierno del Estado de São Paulo.
El pago del peaje es invertido en inversión en obras en las carreteras y la recaudación de impuestos sobre la tarifa se destina a los municipios cortados por la carretera. En 2012, la CCR RodoAnel hizo un repaso de R $ 9 millones para los 7 municipios por los cuales pasa la carretera.

### Tarifas
Los valores de las tarifas deberán ser monitorizados cuidadosamente por el Gobierno, si hay interés en reducir el tráfico de camiones por la ciudad de São Paulo.
Los usuarios experimentan la nueva opción, pero después de un tiempo empiezan a hacer los cálculos en lo que es más o menos viable: si el kilometraje sumada al valor de la tarifa no compensan la reducción del tiempo de viaje, los camiones seguirán viajando por la Avenida dos Bandeirantes, por ejemplo. Esta avenida tuvo una fuerte reducción en el tráfico desde que el tramo sur del Rodoanel fue liberado al tráfico el 1 de abril de 2010. Pero después de dos meses volvió a crecer: parte de los camiones habían dejado esta vía están de vuelta.
Un informe publicado por Folha de São Paulo en junio del 2010, constató un 18% más en el movimiento de camiones en la Avenida dos Bandeirantes en relación con el período post-inaugural del Rodoanel. La comparación fue entre las 16 y 17 horas, en dos lunes (5 y 12 de abril). Aun así, el flujo de la Avenida dos Bandeirantes está lejos del que tenía cuando el tramo sur del Anillo no existía. En ocasiones, había en promedio 30% más de camiones que en la actualidad.
Muchos usuarios de coches pequeños también están dejando de utilizar el anillo perimetral a causa de los peajes y del mayor kilometraje.

### Interrupción en el cobro
En la tarde del 9 de enero de 2008 la cobranza de peaje fue suspendida, ya que según la denuncia presentada por el juez Rômolo Russo jr., los peajes estarían siendo cobrados dentro de un radio de 35 km a partir del centro de la capital paulista (Punto Cero), lo que estaría prohibido. La concesionaria que administra la autopista apeló sobre la denuncia y el peaje volvió a ser cobrado con normalidad en la noche del día siguiente.

## Denuncias de sobrefacturación en la ejecución de la obra
La ejecución de la obra del Rodoanel, que ya consumió más de R$ 1 billón del tesoro público desde 1998, ha sido objeto de varias denuncias de sobrefacturación desde 2001, siendo la denuncia más reciente la del 2009, involucrando a la contratista Camargo Corrêa, que es objeto de investigaciones policiales.

Auditoría realizada por el Tribunal de Cuentas de la Unión (TCU) entre enero de 2007 y julio de 2008 encontró indicios de sobrefacturación en la construcción del tramo sur del Rodoanel, en São Paulo, con participación directa de la contratista Camargo Corrêa, objetivo principal de la Operación Castillo de Arena, de la Policía Federal. La Procuraduría de la República y la PF ordenaron al órgano detalles del supuesto perjuicio al tesoro publico causado por la contratista, calculado en R$ 39,6 millones.
Agencia Estado

## Galería de imágenes

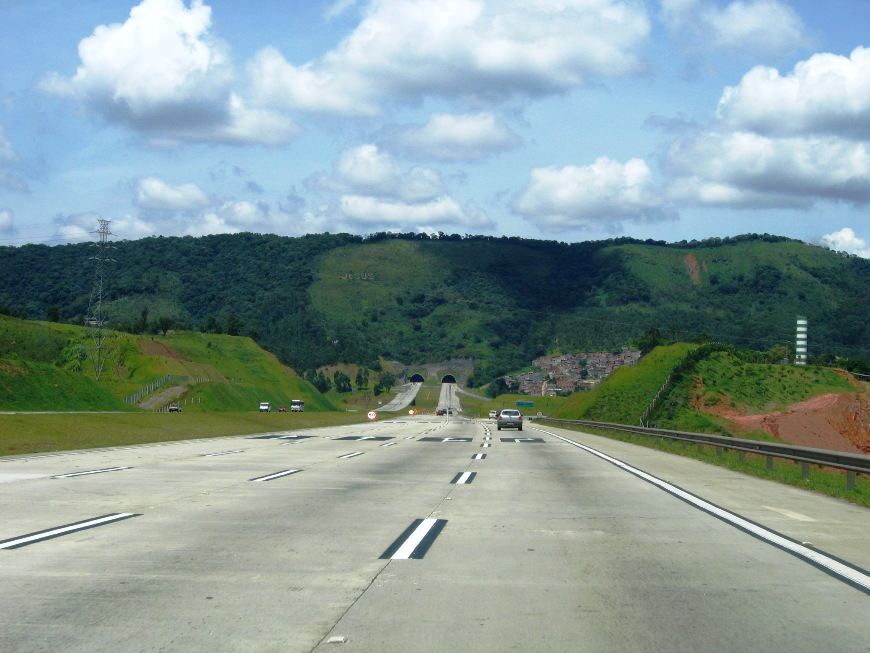
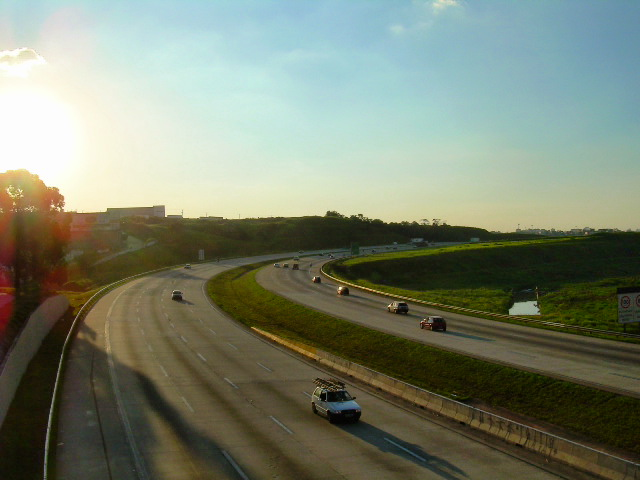
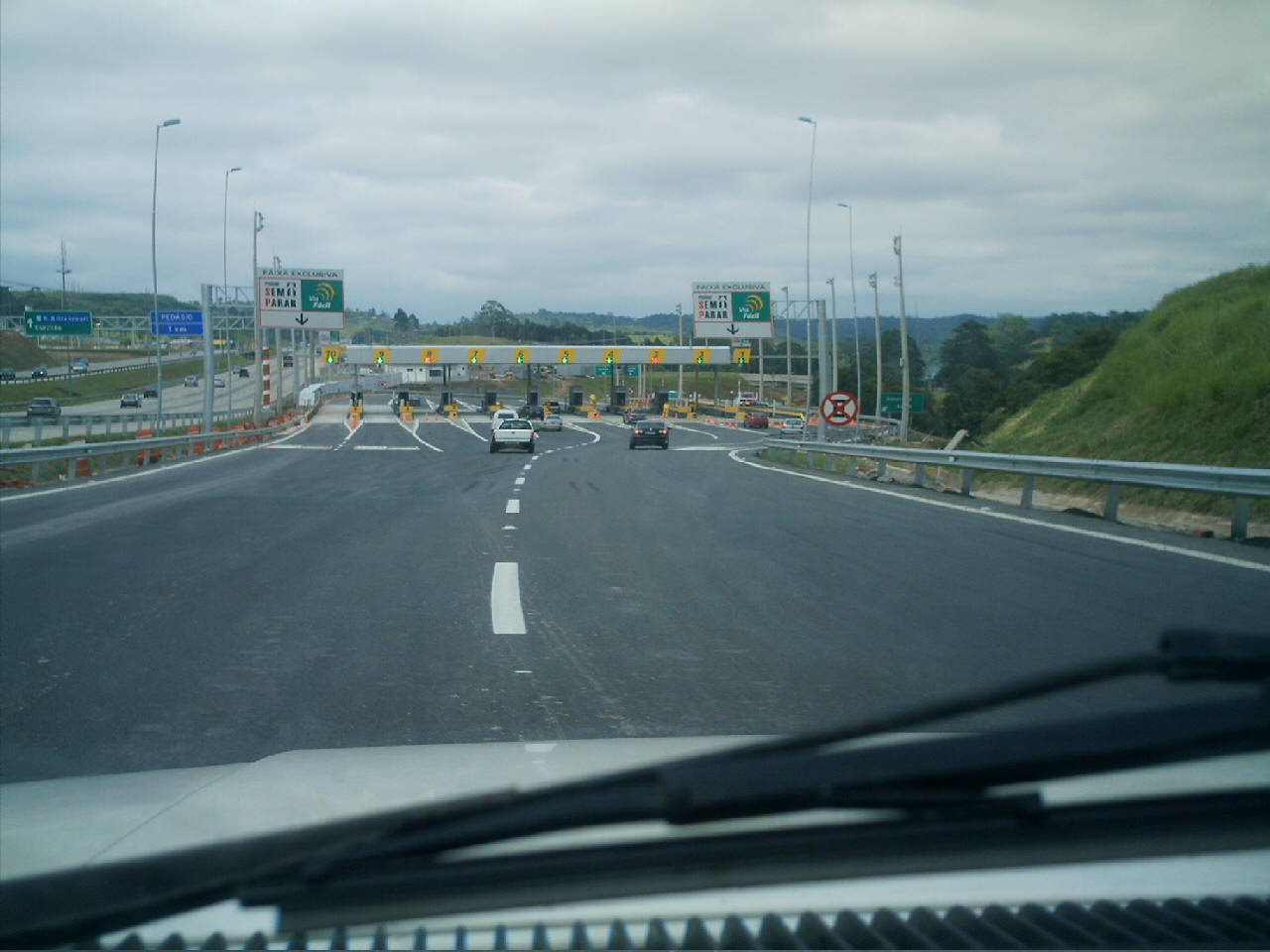
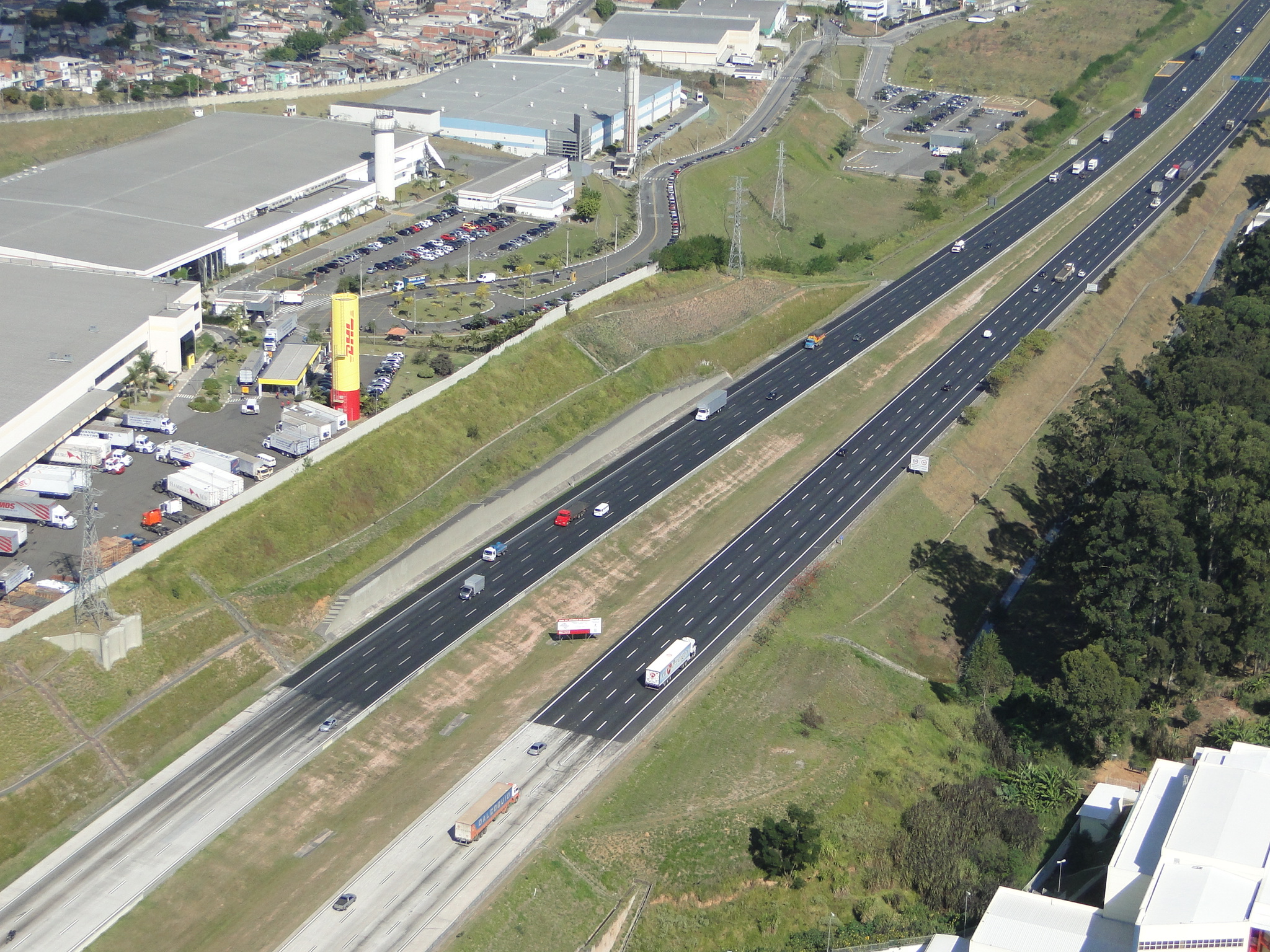
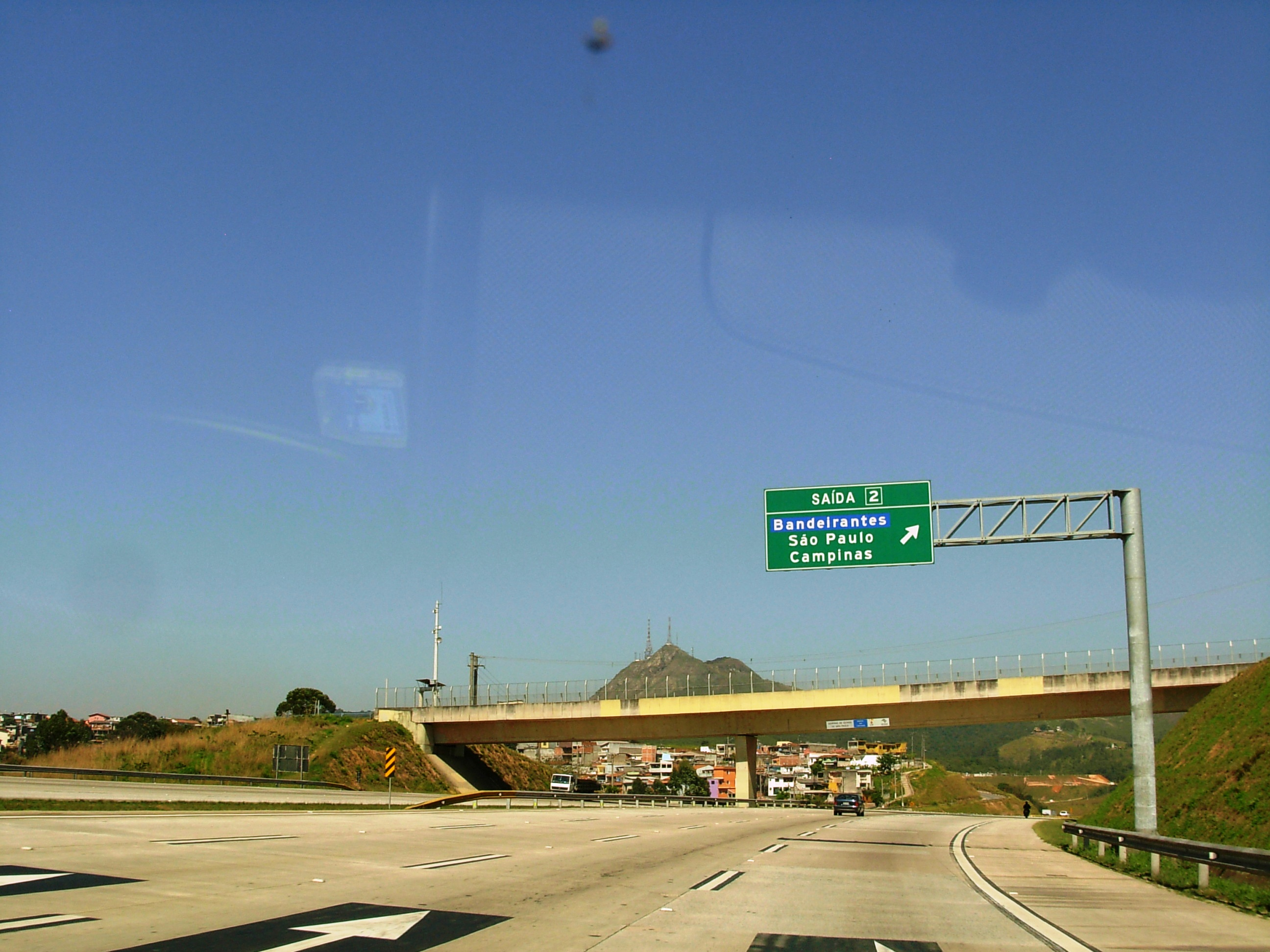
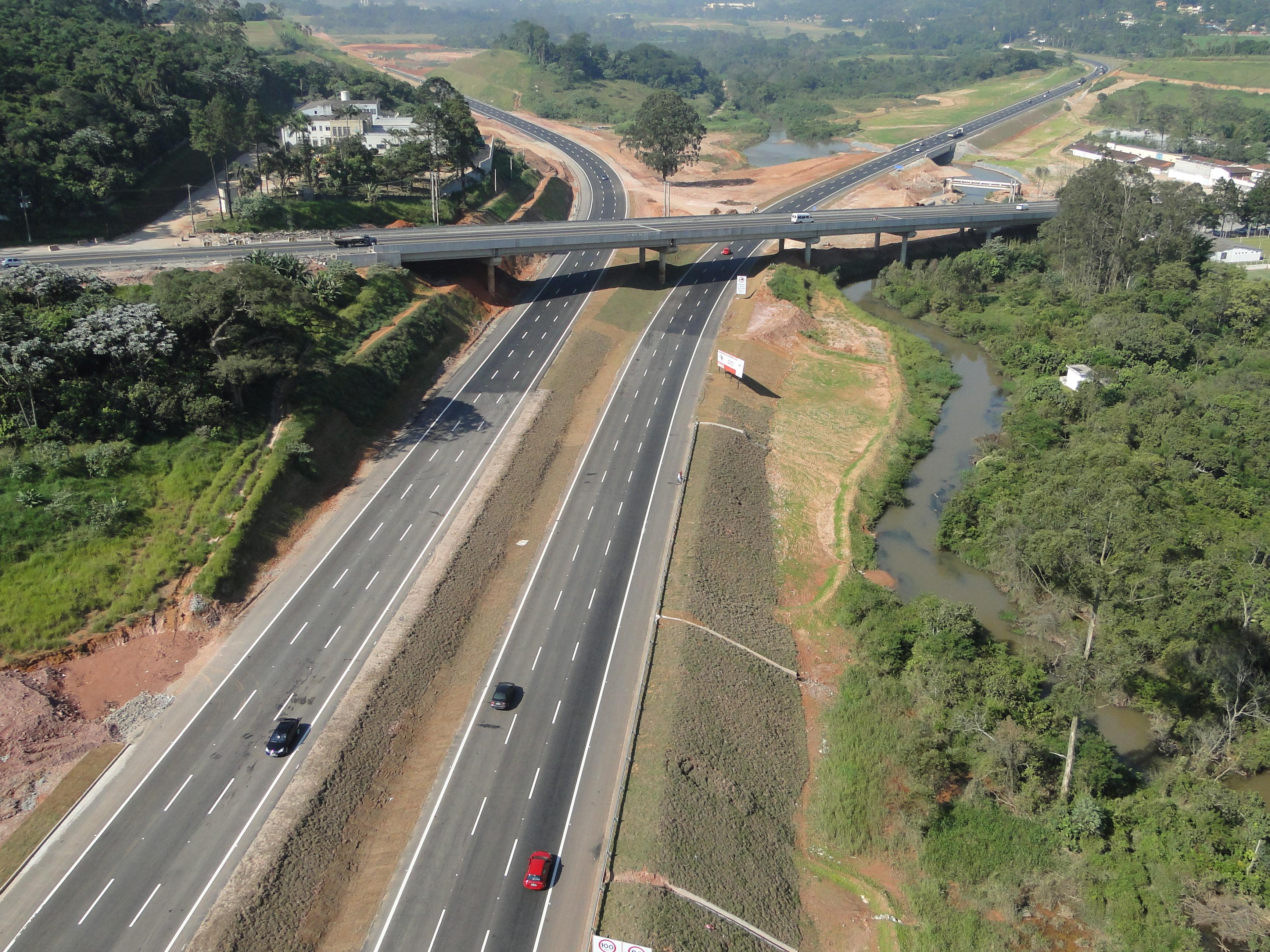
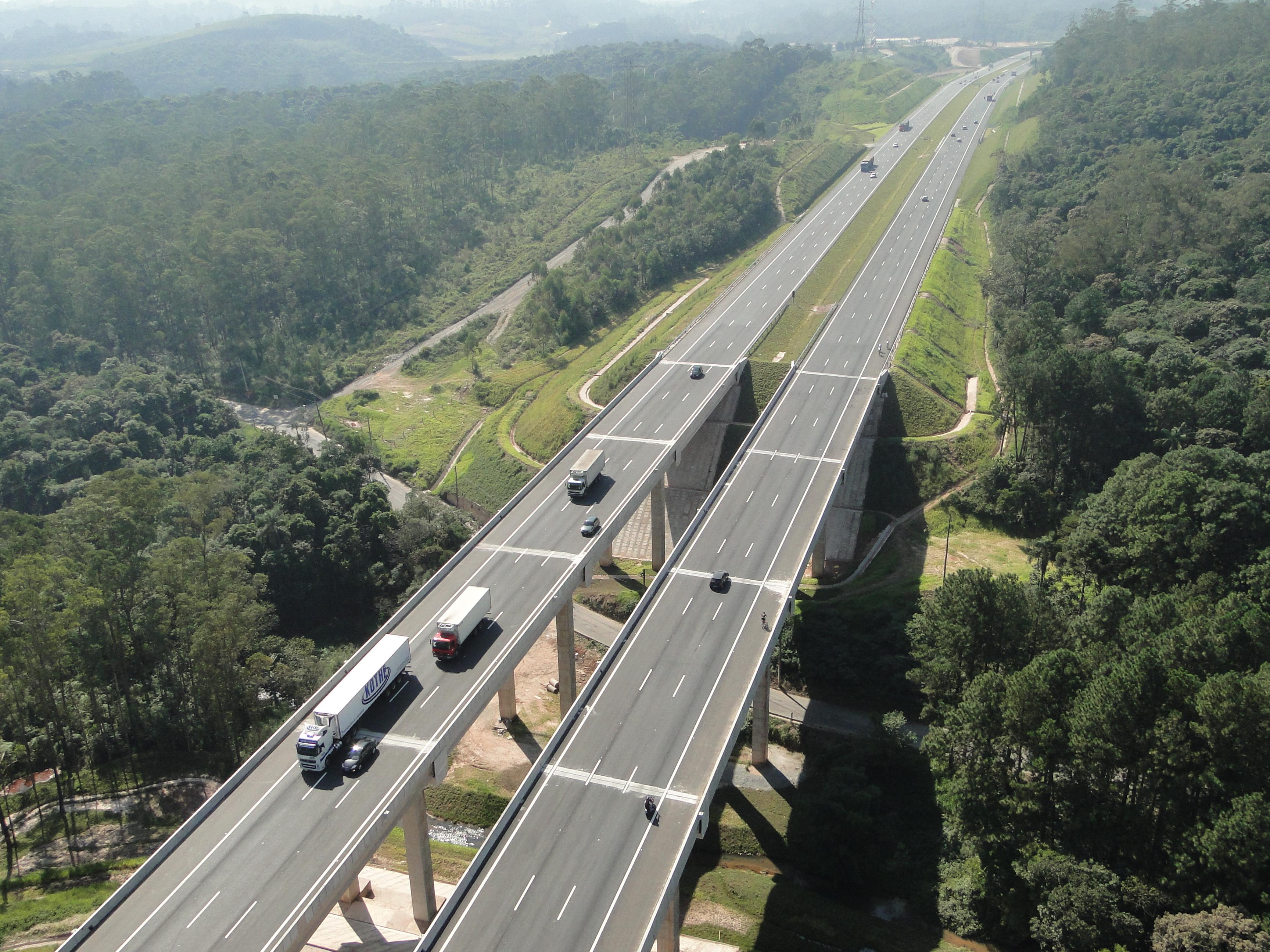